# Florian Herrmann
Florian Herrmann (ur. 7 grudnia 1971 w Kelheim) – niemiecki polityk i prawnik, działacz Unii Chrześcijańsko-Społecznej (CSU), deputowany do Landtagu Bawarii, minister w rządach Bawarii, członek Bundesratu.

## Życiorys
Po zdaniu matury w 1991 roku studiował prawo na uniwersytetach w Monachium, Frankfurcie nad Menem i Bonn. W 1996 uzyskał ocenę z wyróżnieniem na egzaminie państwowym, po czym w latach 1996–1997 odbył studia LL.M. na Uniwersytecie w Pensylwanii. W latach 1997–1999 pisał pracę doktorską, a następnie w latach 1999–2001 odbył aplikację sądową w Landshut, Freising i Kelheim, którą ukończył z oceną wyróżniającą. Od 2001 do 2018 pracował jako adwokat, a w 2003 założył własną kancelarię w Freisingu.
Od 1998 działa w CSU. W latach 1999–2003 pełnił funkcję dyrektora wykonawczego lokalnych struktur partii w Freisingu, a w latach 2003–2007 był przewodniczącym tego oddziału. Od 2002 zasiada w radzie powiatu Freising, a od 2007 kieruje powiatowymi strukturami CSU. W 2008 został wybrany do Landtagu Bawarii. Od 2013 zasiada we władzach krajowych partii.
W okresie od 21 marca do 12 listopada 2018 pełnił urząd szefa Kancelarii Stanu Bawarii i ministra ds. federalnych. Następnie, od 12 listopada 2018 do 11 stycznia 2021, sprawował funkcję ministra ds. federalnych, europejskich i mediów. Od 11 stycznia 2021 jest szefem Kancelarii Stanu Bawarii i ministrem ds. federalnych oraz mediów.
Od 17 kwietnia 2018 zasiada w Bundesracie jako przedstawiciel Bawarii.